# Fussball Club Erzgebirge Aue
Il Fussball Club Erzgebirge Aue e.V. (abbreviato Erzgebirge Aue o anche semplicemente Aue) è una società calcistica tedesca con sede nella città di Aue, in Sassonia. Milita in 3. Liga, il terzo livello del calcio tedesco.

## Storia
La società fu fondata col nome di BSG Pneumatik Aue il 4 marzo 1946, mutuando il nome da una società produttrice di pneumatici della Sassonia. Nel 1949, a seguito di un cambio di sponsor, il nome mutò in Zentra Wismut Aue. Nel 1951, a seguito dello spostamento della sede (deciso dal governo tedesco orientale) da Aue a Karl-Marx-Stadt (l'attuale Chemnitz), la società assunse il nome di SC Wismut Karl-Marx-Stadt. Con questa denominazione il club inanellò una lunga serie di successi: nel 1955 vinse la coppa nazionale, mentre nel 1956, nel 1957 e nel 1959 si aggiudicò la DDR-Oberliga, massimo campionato nazionale della Germania Est.
Nel 1963-64 con l'arrivo in Oberliga dell'SC Karl Marx Stadt il Wismut poté "tornare" ad Aue e denominarsi "BSG Wismut Aue"..
A seguito della riunificazione tedesca (con susseguente integrazione del sistema calcistico orientale in quello della Germania Ovest) il club fu rinominato dapprima FC Wismut Aue e infine, nel 1993, FC Erzgebirge Aue (in onore dei Monti Metalliferi, il cui nome tedesco è appunto Erzgebirge).
Nel calcio tedesco unificato il club violetto si ritrovò ben presto a militare nelle categorie inferiori: al di là di tre vittorie nella coppa regionale della Sassonia, il massimo risultato fu costituito, nel 2003, dal raggiungimento della 2. Bundesliga, ove l'Erzgebirge militò fino al 2008, anno in cui retrocedette in 3. Liga; il secondo posto ottenuto nella stagione 2009-2010 consentì un'immediata risalita in seconda serie, dando inizio ad una permanenza durata fino all'annata 2014-2015, conclusasi con una nuova retrocessione in terza serie, ritornando in seconda serie immediatamente l'anno dopo.

## Curiosità
- La città di Aue ha una popolazione di circa 18.000 persone, fatto che la rende una delle più piccole città ad avere un club nel secondo livello del campionato tedesco.
- L'Erzgebirge Aue ha molti tifosi in una grande area urbana che include le città di Chemnitz e Zwickau. I club di queste due città sono i tradizionali rivali dell'Aue.
- Il soprannome Veilchen (Violetti) è dovuto ai colori sociali della squadra.
- L'Aue è al quarto posto nella classifica di tutti i tempi della DDR-Oberliga: nei 38 anni di partecipazione ha giocato più partite (1019) che ogni altra della ex Germania Est.
- Tommy Käßemodel è in realtà il magazziniere della squadra: in Germania i club devono tesserare almeno quattro giocatori dal vivaio e non avendone, l'Erzgebirge Aue si è trovato costretto a inserire il magazziniere nell'organico della prima squadra.[1]

## Giocatori famosi

### Internazionali
| Germania est internazionali - Erhard Bauer – 3 presenze (1954) - Dieter Erler – 47 presenze (1959–1968; 25 LS per l'Aue) - Horst Freitag – 1 presenza (1957) - Manfred Kaiser – 31 presenze (1955–1964) - Bernhard Konik – 1 presenza (1984) - Steffen Krauß – 2 presenze (1985) - Willi Marquardt – 1 presenza (1956; per Rotation Babelsberg) - Harald Mothes – 1 presenza(1984) - Bringfried Müller – 18 presenze (1955–1960) - Klaus Thiele – 4 presenze (1958–1959) - Willy Tröger – 15 presenze (1954–1959) - Konrad Wagner – 4 presenze (1959–1963) - Jörg Weißflog – 15 presenze (1984–1989) - Karl Wolf – 10 presenze (1954–1957) - Siegfried Wolf – 17 presenze (1955–1959) | Altri squadre nazionali - Marcin Adamski Polonia – 2 presenze (2003) - Moudachirou Amadou Benin – 17 presenze - Mišo Brečko Slovenia – 6 presenze (2004–) - Richard Dostálek Repubblica Ceca – 5 presenze (1996–2003) - Andrzej Juskowiak Polonia – 39 presenze (1992–2001) - Tomasz Kos Polonia – 3 presenze (2000–2002) - Adam Nemec Slovacchia – 1 presenza (2006) - Nikolče Noveski Macedonia – 14 presenze (2004–) - Russi Petkov Bulgaria - Adam Petrouš Repubblica Ceca – 4 presenze (2001–2003) - Dimităr Rangelov Bulgaria – 1 presenza (2004) - Vīts Rimkus Lettonia – 73 presenze (1995–2008) - David Siradze Georgia – 10 presenze (2004–) - Ervin Skela Albania – 45 presenze (2000–) - Danny Sonner Irlanda del Nord – 14 presenze - Borislav Tomoski Macedonia – 1 presenza - Ali Lukunku Congo - 40 presenze |

### Altri
| - John Bemme (1986–1992) - Sven Beuckert (1994–2000) - Ulrich Ebert (1971–1984) - Uwe Ehlers (2005–2007) - Ernst Einsiedel (1961–1975) - Holger Erler (1970–1985) - Jürgen Escher (1971–1985) - Armin Günther (1946–1958) - Jörg Hahnel (2000–2006) - Holger Hasse (1995–2002 e 2004–2005) | - Matthias Heidrich (2000–2005) - Enrico Kern (1998) - Sven Köhler (1996) - Ralf Kraft (1978–1986) - Harro Miller (1964–1969) - Stefan Persigehl (1990–1991) - Dietmar Pohl (1962–1975) - Mirko Reichel (1989–1994) - Heinz Satrapa (1953–1956) - Konrad Schaller (1965–1978) - Volker Schmidt (1980–1994) | - Jens Schmidt (1986–1987) - Khvicha Shubitidze (2002–2005) - Carsten Sträßer (2007–2008) - Ronny Thielemann (1992–1999) - Dino Toppmöller (2003–2004) - Klaus Zink (1957–1971) |

## Palmarès

### Competizioni nazionali
- Campionato tedesco orientale: 4

1955, 1956, 1957, 1959
- Coppa della Germania Est: 1

1954-1955
- Fußball-Regionalliga: 1

2002-2003 (Regionalliga Nord)

### Competizioni regionali
- Sachsenpokal: 3

2000, 2001, 2002

### Competizioni internazionali
- Coppa Piano Karl Rappan: 2

1985, 1987

### Altri piazzamenti
- Campionato tedesco orientale:

Secondo posto: 1952-1953, 1954-1955
- Coppa della Germania Est: 1

Finalista: 1959
Semifinalista: 1964-1965
- 3. Liga:

Secondo posto: 2009-2010, 2015-2016

## Organico

### Rosa 2023-2024
Rosa aggiornata al 16 Novembre 2023.
| N. |                        | Ruolo | Calciatore         |
| -- | ---------------------- | ----- | ------------------ |
| 1  | Germania (bandiera)    | P     | Martin Männel      |
| 2  | Francia (bandiera)     | D     | Gaëtan Bussmann    |
| 3  | Lussemburgo (bandiera) | D     | Dirk Carlson       |
| 5  | Germania (bandiera)    | C     | Clemens Fandrich   |
| 6  | Germania (bandiera)    | D     | Florian Ballas     |
| 7  | Germania (bandiera)    | C     | Jan Hochscheidt    |
| 8  | Germania (bandiera)    | C     | Tom Baumgart       |
| 9  | Germania (bandiera)    | C     | Antonio Jonjić     |
| 10 | Azerbaigian (bandiera) | A     | Dimitrij Nazarov   |
| 11 | Germania (bandiera)    | A     | Nicolas Kühn       |
| 12 | Germania (bandiera)    | D     | Franco Schädlich   |
| 13 | Germania (bandiera)    | C     | Erik Majetschak    |
| 14 | Austria (bandiera)     | A     | Philipp Zulechner  |
| 15 | Germania (bandiera)    | C     | Paul Nowack        |
| 17 | Germania (bandiera)    | C     | Philipp Riese      |
| 18 | Germania (bandiera)    | C     | Soufiane Messeguem |
| 19 | Montenegro (bandiera)  | C     | Omar Sijarić       |

| N. |                        | Ruolo | Calciatore          |
| -- | ---------------------- | ----- | ------------------- |
| 20 | Germania (bandiera)    | C     | Felix Hache         |
| 21 | Germania (bandiera)    | D     | Malcolm Cacutalua   |
| 22 | Senegal (bandiera)     | A     | Babacar Gueye       |
| 23 | Germania (bandiera)    | D     | Anthony Barylla     |
| 24 | Filippine (bandiera)   | C     | John-Patrick Strauß |
| 25 | Germania (bandiera)    | P     | Philipp Klewin      |
| 26 | Germania (bandiera)    | D     | Sören Gonther       |
| 27 | Germania (bandiera)    | D     | Sascha Härtel       |
| 30 | Germania (bandiera)    | A     | Maximilian Thiel    |
| 31 | Germania (bandiera)    | A     | Ben Zolinski        |
| 32 | Germania (bandiera)    | A     | Jann George         |
| 34 | Lussemburgo (bandiera) | P     | Tim Kips            |
| 40 | Tunisia (bandiera)     | D     | Ramzi Ferjani       |
| 92 | Serbia (bandiera)      | C     | Nikola Trujić       |
|    | Germania (bandiera)    | C     | Marcel Bär          |

### Partecipazione ai campionati
| Livello | Categoria           | Partecipazioni | Debutto   | Ultima stagione | Totale |
| ------- | ------------------- | -------------- | --------- | --------------- | ------ |
| 1º      | DDR-Oberliga        | 39             | 1951-1952 | 1989-1990       | 39     |
| 2º      | DDR-Liga, NOFV-Liga | 2              | 1950-1951 | 1990-1991       | 18     |
| 2º      | 2. Bundesliga       | 16             | 2003-2004 | 2021-2022       | 18     |
| 3º      | NOFV-Oberliga       | 3              | 1991-1992 | 1993-1994       | 17     |
| 3º      | Regionalliga        | 11             | 1994-1995 | 2002-2003       | 17     |
| 3º      | 3. Liga             | 13             | 2008-2009 | 2023-2024       | 17     |